# Викиномика
«Викиномика: Как массовое сотрудничество изменяет всё» (англ. Wikinomics: How Mass Collaboration Changes Everything) — книга Дона Тапскотта (Don Tapscott) и Энтони Д.Уильямса (Anthony D. Williams), опубликованная в декабре 2006. Название книги происходит от соединения терминов Вики и экономика. В книге описывается, как некоторые компании в начале XXI века использовали в своих бизнес-технологиях принципы массового сотрудничества (mass collaboration), взаимодействия равных (peer collaboration) и идеологию открытого кода, для достижения коммерческого успеха.
Завершающая статья книги была написана в Интернете с помощью читателей, когда была открыта для редактирования с 5 февраля 2007.
В сентябре 2010 года вышло продолжение книги — «Macrowikinomics: Rebooting Business and the World».

## Викиномика по-русски
На русском языке книга издана в 2009 году. Права на русское издание книги приобретены издательством BestBusinessBooks. Принципы викиномики использовались для выпуска самой книги, издательство открыло Wiki-сайт wikinomika.ru (в настоящий момент не функционирует), на котором любой желающий мог поучаствовать в подготовке перевода книги к изданию:
Представляем вам «Викиномику» в действии: вы — не только первые, кто прочтет эту книгу ещё до того, как она будет издана. Вы — те, кто сможет повлиять на её качество — все содержание книги доступно для редактирования! Мы будем работать над текстом вместе с вами. Каждый активный читатель (best-reader) будет упомянут в бумажной версии книги и получит её в подарок!
В 2020 году вышло электронное переиздание книги в текстовой и аудио версиях. 

## Родственные статьи
- Аутсорсинг
- Коворкинг
- Краудсорсинг

### Обзоры
- Знакомьтесь: «Викиномика», Computer World, 2006
- Невежество толпы / Журнал Кейс №11

### Видео
- 82-минутная презентация Дона Тапскотта (2007) (англ.)